# Orbitale électronique
Une orbitale électronique est un lieu dans l'espace proche du noyau d'un atome où la probabilité de trouver des électrons est très forte. 
Les premières approches (modèle de Bohr) consistaient à croire que les électrons circuleraient autour des atomes sur des orbites, de manière identique aux planètes autour du soleil, mais on remarqua rapidement que cela conduisait à des inconsistances en matière magnétique : les électrons seraient très vite tombés sur le noyau.
L'utilisation de l'équation de Schrödinger a montré que leur comportement est plus compliqué : la position statistique des électrons est régie par la physique quantique, et l'orbitale électronique se révèle plus proche de nœuds dont la position détermine la forme des molécules dans lesquelles l'atome considéré peut se trouver intégré.
Une orbitale peut être en plusieurs zones non contigües. Cela indique que les électrons, même si on leur attribuait une position et une trajectoire, passent peu de temps en transition entre ces zones.
Bien que les orbitales soient étudiées en physique, leurs formes expliquent la disposition des atomes dans les liaisons covalentes en chimie.
La fonction mathématique qui décrit le comportement ondulatoire d'un électron ou d'une paire d'électrons dans un atome est décrite par l'orbitale atomique.